# Elisabet Gustafson
Karin Elisabet Gustafson (Umeå, 2 de mayo de 1964) es una deportista sueca que compitió en curling.
Participó en dos Juegos Olímpicos de Invierno, obteniendo una medalla de bronce en Nagano 1998 y el sexto lugar en Salt Lake City 2002.
Ganó seis medallas en el Campeonato Mundial de Curling entre los años 1992 y 1999, y seis medallas en el Campeonato Europeo de Curling entre los años 1992 y 2000.

## Palmarés internacional
| Juegos Olímpicos   | Juegos Olímpicos                  | Juegos Olímpicos  | Juegos Olímpicos |
| Año                | Lugar                             | Medalla           | Prueba           |
| ------------------ | --------------------------------- | ----------------- | ---------------- |
| 1998               | Nagano (Japón)                    | Medalla de bronce | Equipo           |
| Campeonato Mundial |                                   |                   |                  |
| Año                | Lugar                             | Medalla           | Prueba           |
| 1992               | Garmisch-Partenkirchen (Alemania) | Medalla de oro    | Equipo           |
| 1993               | Ginebra (Suiza)                   | Medalla de bronce | Equipo           |
| 1994               | Oberstdorf (Alemania)             | Medalla de bronce | Equipo           |
| 1995               | Brandon (Canadá)                  | Medalla de oro    | Equipo           |
| 1998               | Kamloops (Canadá)                 | Medalla de oro    | Equipo           |
| 1999               | Saint John (Canadá)               | Medalla de oro    | Equipo           |
| Campeonato Europeo |                                   |                   |                  |
| Año                | Lugar                             | Medalla           | Prueba           |
| 1992               | Perth (Reino Unido)               | Medalla de oro    | Equipo           |
| 1993               | Leukerbad (Suiza)                 | Medalla de oro    | Equipo           |
| 1995               | Grindelwald (Suiza)               | Medalla de bronce | Equipo           |
| 1996               | Copenhague (Dinamarca)            | Medalla de plata  | Equipo           |
| 1997               | Füssen (Alemania)                 | Medalla de oro    | Equipo           |
| 2000               | Oberstdorf (Alemania)             | Medalla de oro    | Equipo           |